# Jedlina-Zdrój
Jedlina-Zdrój (niem. Bad Charlottenbrunn) – miasto uzdrowiskowe w województwie dolnośląskim, w powiecie wałbrzyskim, historycznie na Dolnym Śląsku. W latach 1945–1954 siedziba wiejskiej gminy Jedlina Zdrój.
Według danych GUS z 1 stycznia 2023 r. miasto miało 4682 mieszkańców (583. miejsce w kraju).

## Położenie
Położone pomiędzy pasmem Gór Wałbrzyskich i Gór Sowich. Z trzech stron otaczają miejscowość zalesione stoki Rzepiska, Mniszego Lasu, Kobieli Leśniaka i najwyższej góry Borowej (854 m n.p.m.). Dolina otwarta jest od południa i południowego wschodu, dzięki czemu osłonięta jest od ostrych wiatrów, ma łagodniejszy klimat i większe nasłonecznienie niż okoliczne miejscowości.
Według danych z 1 stycznia 2023 r. powierzchnia miasta wynosiła 17,44 km² (347. miejsce w kraju). Miasto stanowi 3,4% powierzchni powiatu.
Według danych z roku 2002 Jedlina-Zdrój miała obszar 17,47 km², w tym: użytki rolne 37%, użytki leśne 43%.
W latach 1975–1998 miasto administracyjnie należało do województwa wałbrzyskiego.

## Historia
Najstarsze wzmianki o mieście pochodzą z XIII wieku, a nazwa wywodzi się od rosnących tu wówczas wspaniałych lasów jodłowych. Była to wtedy osada drwali należąca do Bolka I – księcia świdnicko-jaworskiego.
W XVI wieku odkryto pierwsze źródła wody mineralnej, a w XVIII w. uznano je za lecznicze i zaczęto korzystać na większą skalę.
W 1723 roku osada stała się uzdrowiskiem. Źródło, od imienia Charlotty, żony Hansa Christophera barona von Seher-Thoss – właściciela Jedlinki, nazwano Charlottenbrunn. Nazwę tę przyjęła cała Jedlina i nosiła ją do 1945 roku. Miejscowość zaczęła się rozrastać. Rozwijało się tkactwo i sukiennictwo, od XVII wyrabiano płótno lniane. Powstał kurort znany na całym Śląsku. W 1740 roku Jedlina otrzymała przywilej targowy. Od 1813 nastąpił rozwój działalności leczniczej, wprowadzono kurację owczym i kozim mlekiem. W 1846 powstał park zdrojowy, mały ogród botaniczny i muzeum mineralogiczne. W 1884 uzdrowisko nabyła gmina i od tego czasu rozwój i działalność podporządkowano wspólnej gospodarce lokalnej.
W 1900 roku Jedlina-Zdrój miała pocztę z telegrafem, która do dziś mieści się w tym samym budynku przy ulicy Warszawskiej 6. Domy posiadały instalację wodociągową, niektóre z naturalnie gazowaną wodą mineralną. W latach 1902–1903 położono nawierzchnie kamienne, zamontowano oświetlenie gazowe, a w uzdrowisku elektryczne. Miejscowość przeżywała swój okres świetności. Znana była na Śląsku jako uzdrowisko z szeroką działalnością kulturalną i rozrywkową. Funkcjonowały liczne hotele, pensjonaty i domy gościnne. Z najbardziej znanych należy wymienić „Szwajcarkę” z XIX w., która oferowała kurację mleczną, kasztany jadalne i odpoczynek wśród przepięknych drzew. Niestety w wyniku prac górniczych i intensywnego użytkowania źródła szczawy alkalicznej zanikły i wodę zaczęto dowozić ze Szczawna.
Z 1910 roku pochodzi stojąca do dziś drewniana remiza strażacka z dzwonnicą (przy ulicy Warszawskiej 9). Do dziś można podziwiać piękną Willę Sans-Souci (Chojnowska 2) należącą dawniej do lekarza uzdrowiska. Trudno nie wspomnieć o okazałym, choć zniszczonym Zespole Pałacowym, którego wejścia strzegą kamienne lwy.
W dzielnicy Kamieńsk na wzgórzu stoi kościółek wybudowany w stylu budownictwa alpejskiego. W Jedlinie-Zdroju zachowały się także budowle w stylu neoklasycyzmu berlińskiego z misternymi ażurowymi balkonami.
W 1946 roku wprowadzono urzędowo nazwę Jedlina Zdrój, zastępując poprzednią niemiecką nazwę Bad Charlottenbrunn. Początkowo po II wojnie światowej był to ośrodek lecznictwa wojskowego, od 1961 letnisko, od 1962 ponownie uzdrowisko. W latach 1954–66 osiedle, które 1 stycznia 1967 otrzymało prawa miejskie.
Miasto rozwijało się jako niewielki, spokojny ośrodek wczasowo-uzdrowiskowy. Pod koniec lat 60. w oparciu o przedwojenne wille i pensjonaty FWP posiadał tu dwa ośrodki („Podgórze” i „Słowik”), które w 8 budynkach dysponowały ok. 290 miejscami noclegowymi. Prowadziły one 21-dniowe wczasy lecznicze dla osób z lekkimi nieżytami dróg oddechowych, lekkimi postaciami niedokrwistości i stanami wyczerpania. Obiekty dysponowały świetlicami z telewizorami i bibliotekami. W mieście funkcjonowały: restauracja, 4 kawiarnie, klub kuracjusza, lokal taneczny i kino. Latem działał basen kąpielowy.

## Zabytki
Do wojewódzkiego rejestru zabytków wpisane są:
- założenie uzdrowiskowo-parkowe, po 1820 r.
- kościół ewangelicki, obecnie nieużytkowany, ul. Jana Pawła II, z l. 1855-60
- dworzec kolejowy „Jedlina Dolna”, ul. Dworcowa, z 1902 r.
- dworzec kolejowy „Jedlina Górna”, ul. Kłodzka 59 a, murowano-szachulcowy, z 1878 r.
- dom, ul. Chojnowska 12, z pierwszej ćw. XX w.
- willa, ul. Cmentarna 1, z XIX w./XX w.
- dom, ul. Hoża 6 (d. Noworudzka 3), szachulcowy, z XVII w.
- dom, ul. Jasna 4, z pierwszej poł. XIX w.
- dom, ul. Jasna 8, z końca XVIII w.
- pałac, ul. Noworudzka 15, z XVIII w.
- willa, ul. Piastowska 7, z XIX w./XX w.
- dom, ul. Piękna 7, z XIX w./XX w.
- dom, ul. Wałbrzyska 1, z końca XIX w.
- dom, ul. Warszawska 2, z końca XIX w.
- dom, ul. Warszawska 6, z pocz. XX w.
- dom zdrojowy, pl. Zdrojowy (d. Armii Czerwonej) 1, z trzeciej ćw. XIX w. w.
- dom, pl. Zdrojowy (d.Armii Czerwonej) 8, z poł. XVIII w.

Jedlina-Zdrój – Jedlinka
- zespół pałacowy, z drugiej połowy XVIII w.:
  - pałac
  - dwie oficyny
  - park.

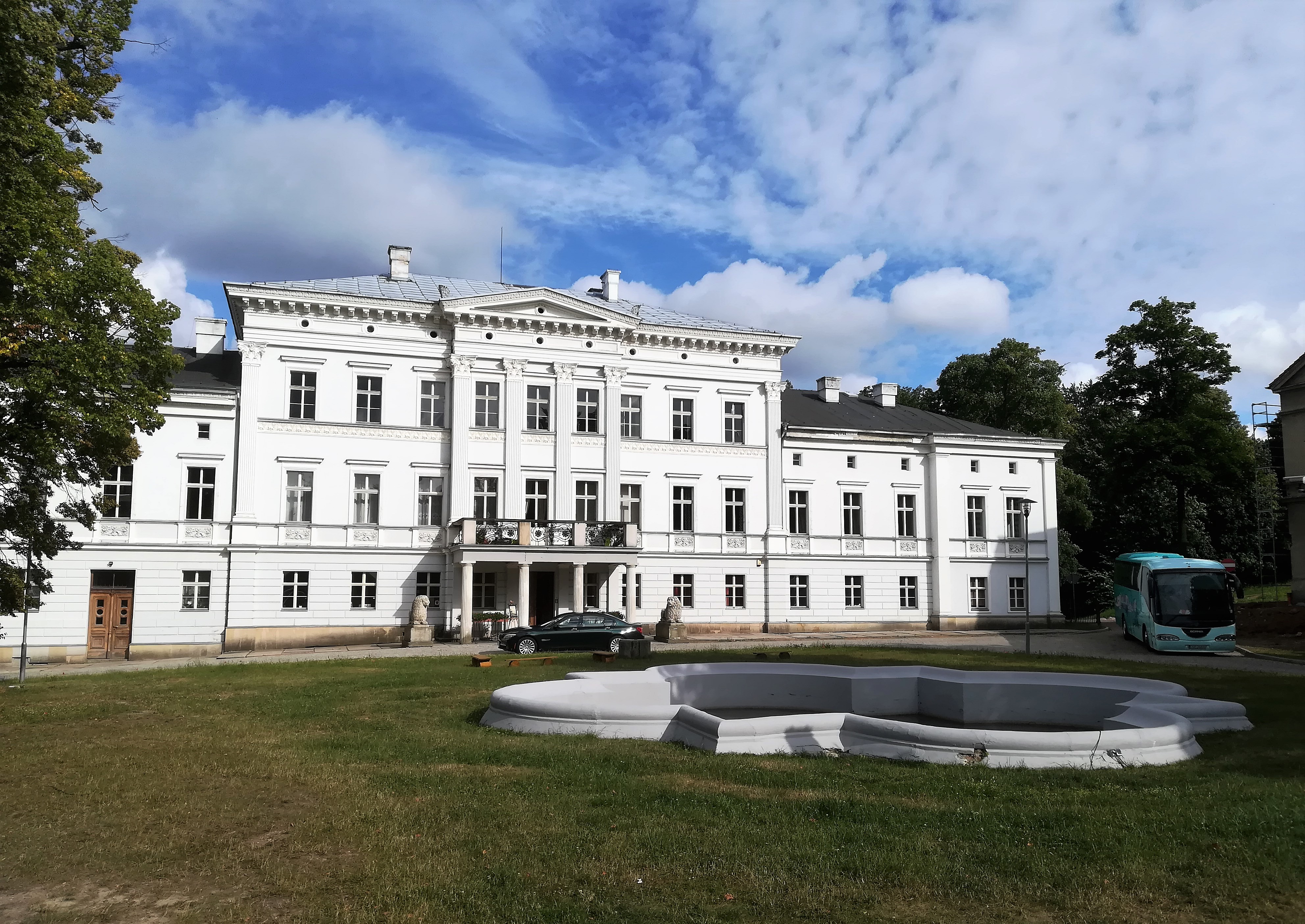
Pałac Jedlinka
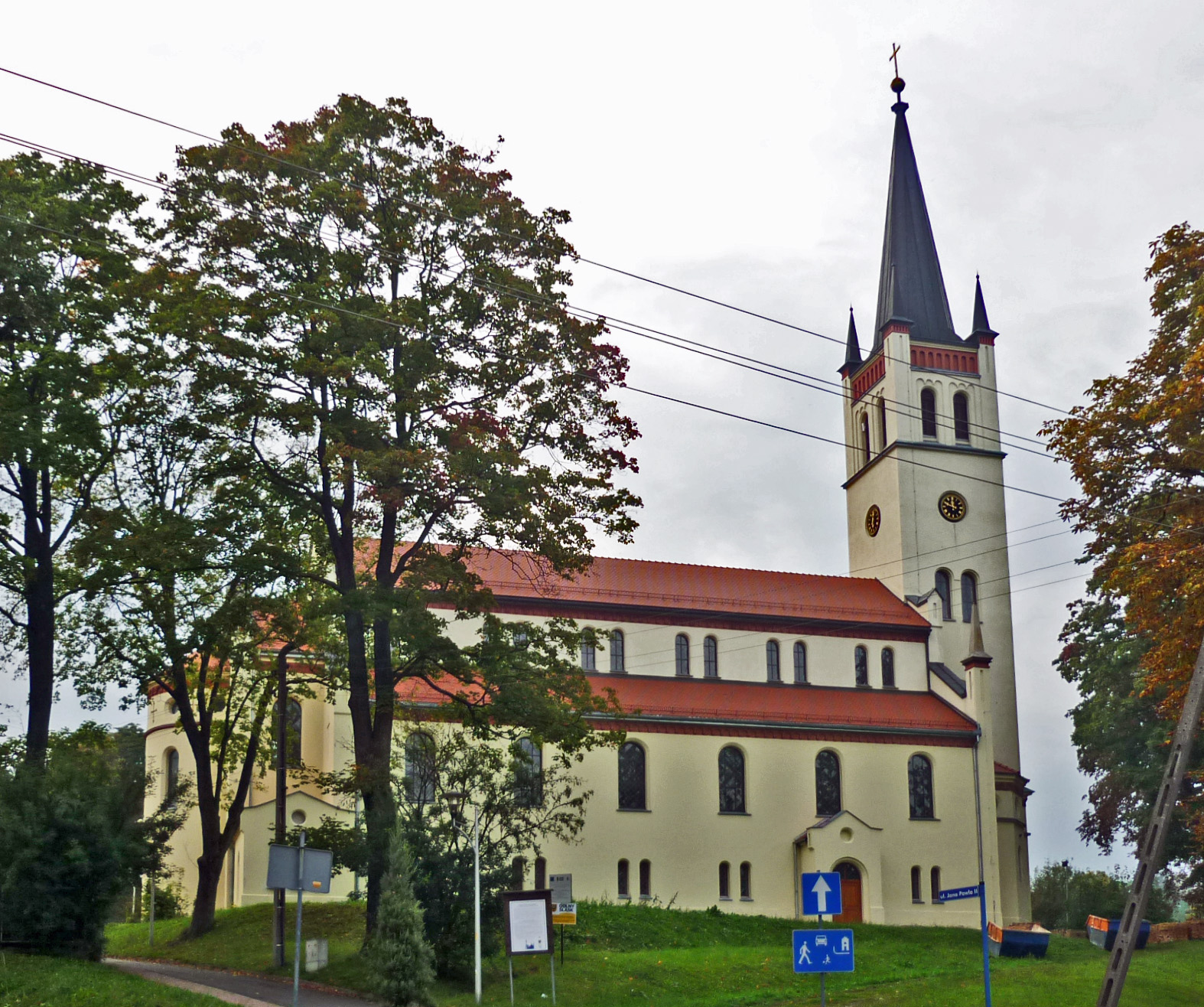
Kościół poewangelicki w Jedlinie-Zdroju
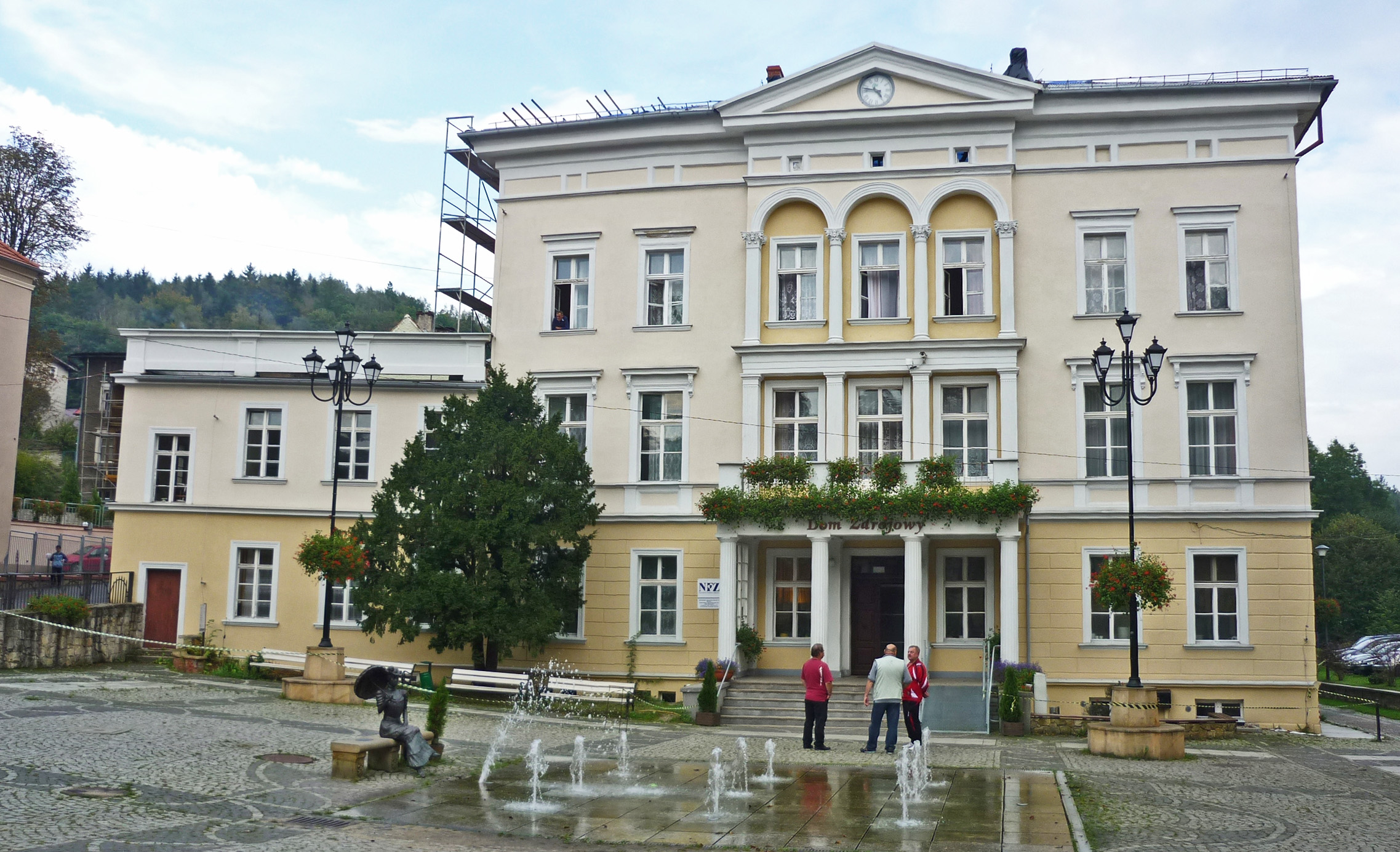
Dom zdrojowy
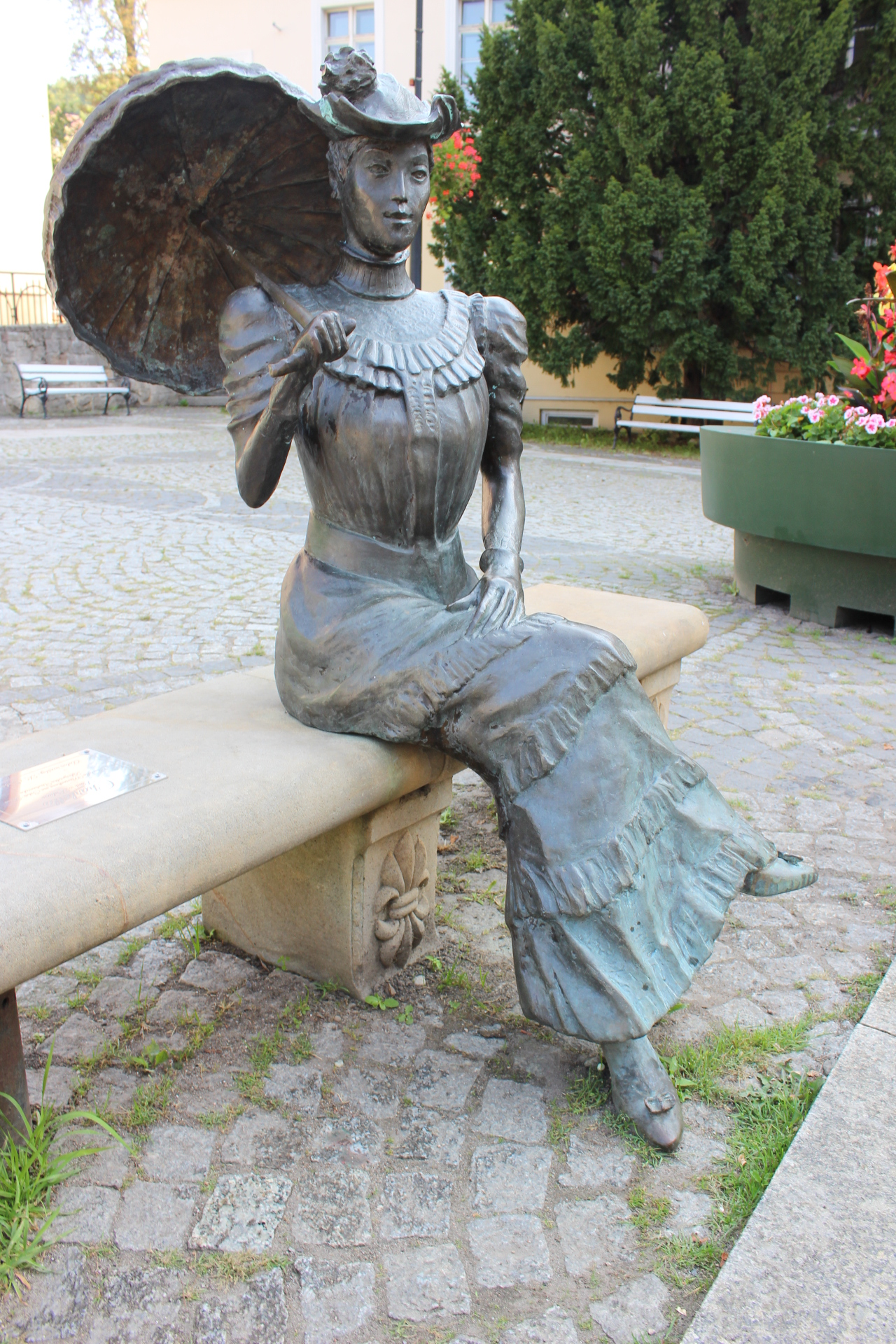
Charlotta
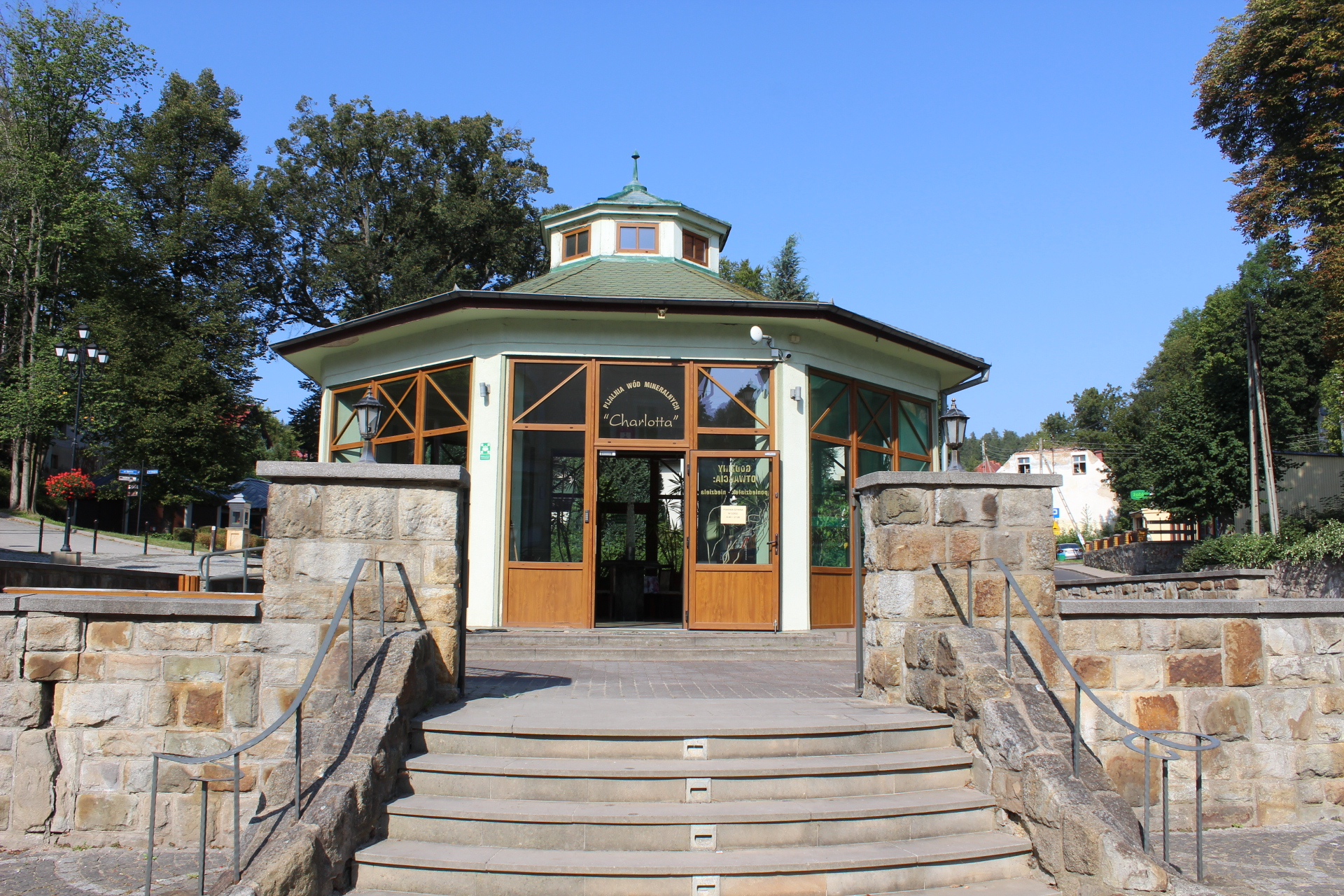
Pijalnia wód "Charlotta"
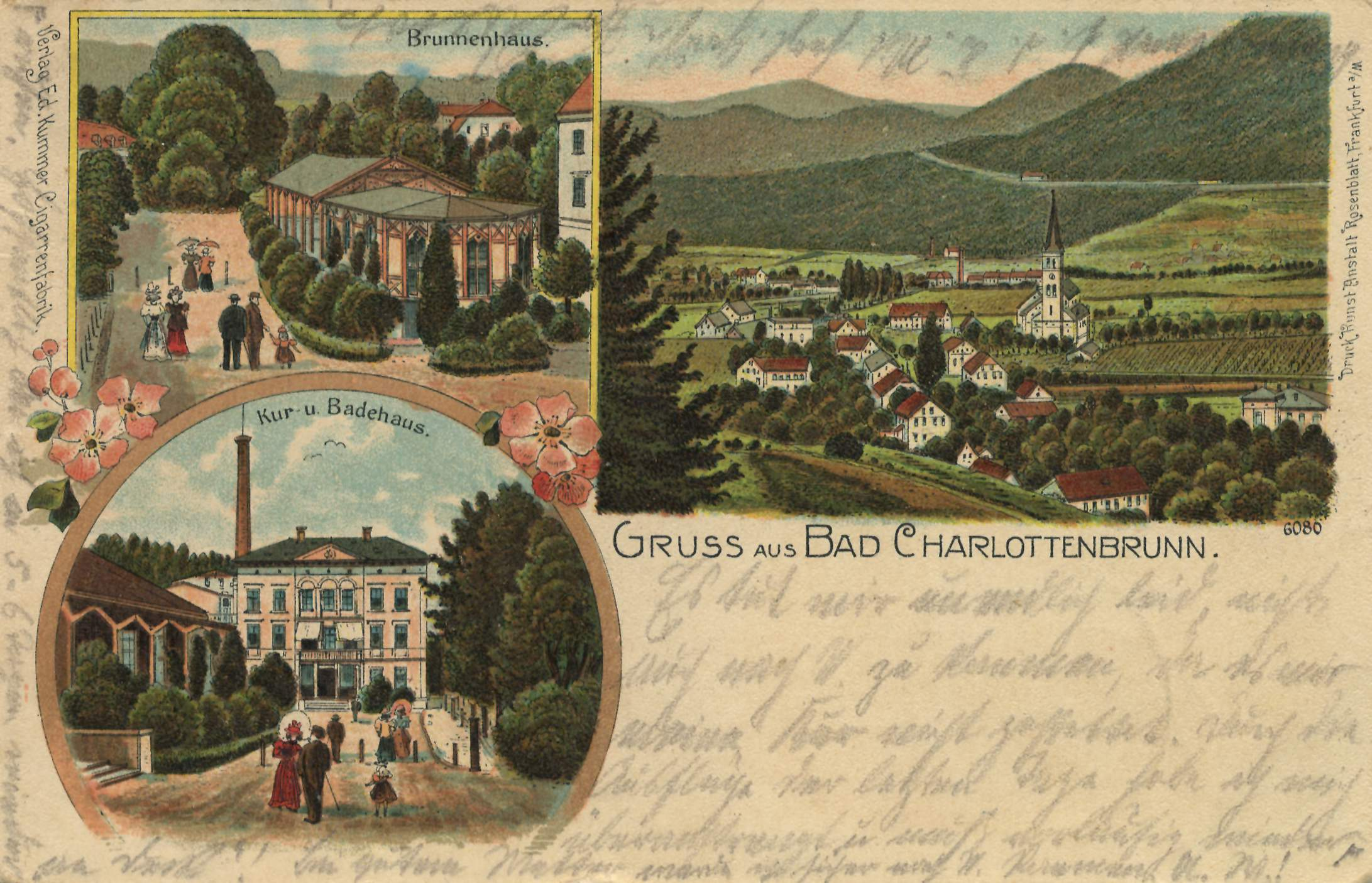
Jedlina-Zdrój (1908)

## Uzdrowisko
W Jedlinie-Zdroju leczy się: dychawicę oskrzelową, przewlekłe nieżyty dróg oddechowych, przewlekłe zapalenia zatok, pylica płuc, choroby stawów i stany wyczerpania. W zakładzie przyrodoleczniczym wyposażonym w aparaturę zabiegową prowadzi się kąpiele mineralne i inhalacje dróg oddechowych. Występują szczawy wodorowęglanowe, wapniowe, magnezowe, sodowe, w większości nie eksploatowane.

## Kultura
W Jedlinie-Zdroju od 2006 roku odbywają się Letnie Warsztaty Gitarowe, a od 2014 roku Letni Festiwal Gitarowy. Odbywa się tu też Dolnośląski Festiwal Zupy i Międzynarodowy Festiwal Teatrów Ulicznych.

## Sport
W Jedlinie-Zdroju zarejestrowany jest aktywny klub sportowy pétanque – KSP Jedlina-Zdrój.
Miasto jest miejscem ogólnopolskich turniejów pétanque pod auspicjami Polskiej Federacji Pétanque.
Od 2005 roku na przełomie kwietnia i maja w mieście organizowany jest Międzynarodowy Festiwal Pétanque.
Od 2009 roku jest miejscem rozgrywek polskiej edycji cyklu środkowo-europejskich turniejów Centrope Cup. Od 2010 organizowane jest w Jedlinie-Zdroju jedyne w Polsce zimowe grand prix w petanque.
W maju organizowany jest „Półmaraton Górski Jedlina-Zdrój”, który od początku spotkał się z dużym zainteresowaniem wśród biegaczy z całej Polski oraz Czech. Warto dodać, że trasa biegu poprowadzona została przez najdłuższy w Polsce tunel kolejowy (Tunel pod Małym Wołowcem) mierzący 1601 m. Strona biegu: www.biegajwjedlinie.pl
W mieście działa również klub piłkarski – KS Zdrój Jedlina-Zdrój. Więcej o drużynie piłkarskiej: www.zdroj.futbolowo.pl
Obiekty sportowe na terenie miasta:
- Całoroczny tor saneczkowy
- Całoroczne boisko do gry w pétanque
- Wyciąg narciarski „Karolinka”
- 3 boiska sportowe[23]
- Kort tenisowy

## Atrakcje
- Park linowy „Czarodziejskie Liny”
- Letni tor saneczkowy w Centrum Sportów Górskich
- Fontanna
- sztuczny Zalew na potoku Jedlina[23]

## Demografia
Dane z 30 czerwca 2004:
| Opis                              | Ogółem | Ogółem | Kobiety | Kobiety | Mężczyźni | Mężczyźni |
| --------------------------------- | ------ | ------ | ------- | ------- | --------- | --------- |
| Jednostka                         | osób   | %      | osób    | %       | osób      | %         |
| Populacja                         | 5155   | 100    | 2711    | 52,6    | 2444      | 47,4      |
| Gęstość zaludnienia [mieszk./km²] | 295,1  | 295,1  | 155,2   | 155,2   | 139,9     | 139,9     |

Piramida wieku mieszkańców Jedliny-Zdroju w 2014 roku.

## Administracja, instytucje
Jedlina-Zdrój ma status gminy miejskiej. Mieszkańcy wybierają do Rady Miasta Jedlina-Zdrój 15 radnych. Organem wykonawczym samorządu jest burmistrz miasta.
W mieście znajdują się instytucje Centrum Obsługi Placówek Opiekuńczo-Wychowawczych Nowe Siodło:
- Placówka Opiekuńczo-Wychowawcza Jedlina 1,  ul.Chojnowska 13, 58-330 Jedlina Zdrój
- Placówka Opiekuńczo-Wychowawcza Jedlina 2, ul. Kłodzka 28, 58-330 Jedlina Zdrój[27][28]

## Transport
Po Jedlinie kursują autobusy komunikacji miejskiej z Wałbrzycha, łączące miasto z Wałbrzychem, Jedlinką i Głuszycą. Przez miasto biegnie również czynna w ruchu pasażerskim linia kolejowa Kłodzko – Wałbrzych, obsługiwana autobusami szynowymi przez samorządowe Koleje Dolnośląskie. W Jedlinie-Zdrój bierze początek linia kolejowa nr 266/285 do Świdnicy Miasto; na której znajduje się przystanek Jedlina-Zdrój Centrum.

## Współpraca międzynarodowa
Lista miast i gmin z którymi władze Jedliny-Zdroju podjęły współpracę:
- Saint-Étienne-de-Crossey – od 2006 r.[32]
- Strehla[33]
- Velichovky – od 2004 r.[34]

Władze Jedliny-Zdroju od 2004 r. prowadzą także współpracę ze Stowarzyszeniem Gmin Mikroregionu Hustirzanka z Czech.

## Zobacz też

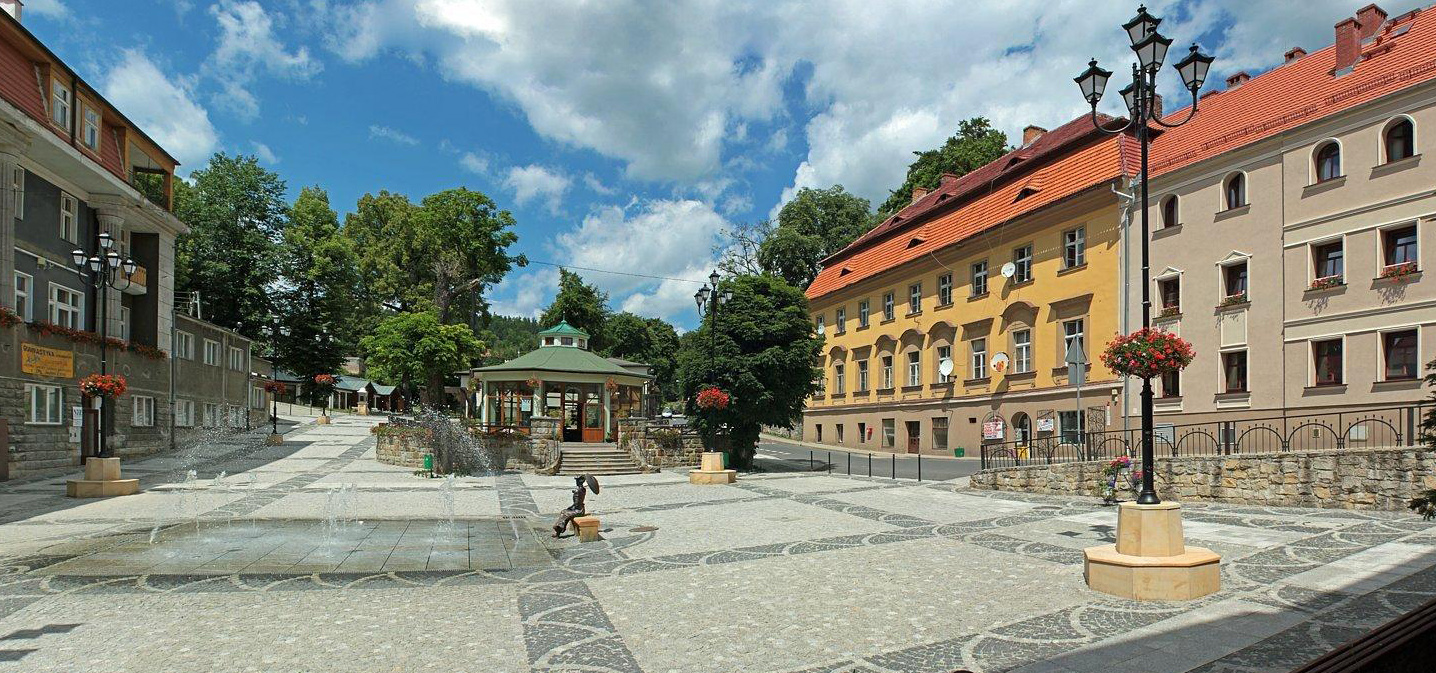
Plac Zdrojowy w Jedlinie-Zdroju po modernizacji. Na ławeczce przy fontannie „siedzi” Charlotta von Seherr-Thoss, żona Hansa Christophera barona von Seherr-Thoss, właściciela Jedlinki.

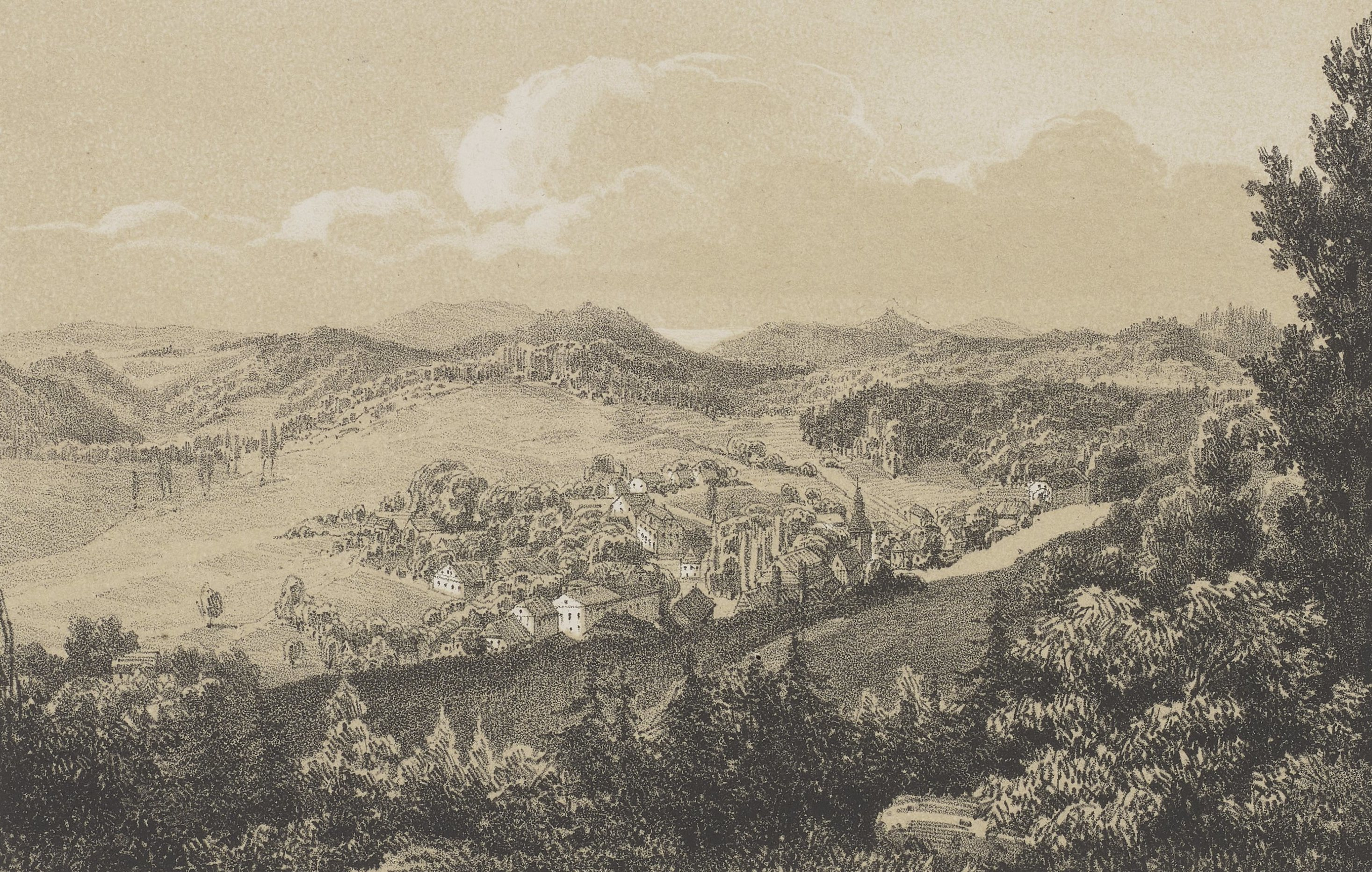
Miejscowość po 1857
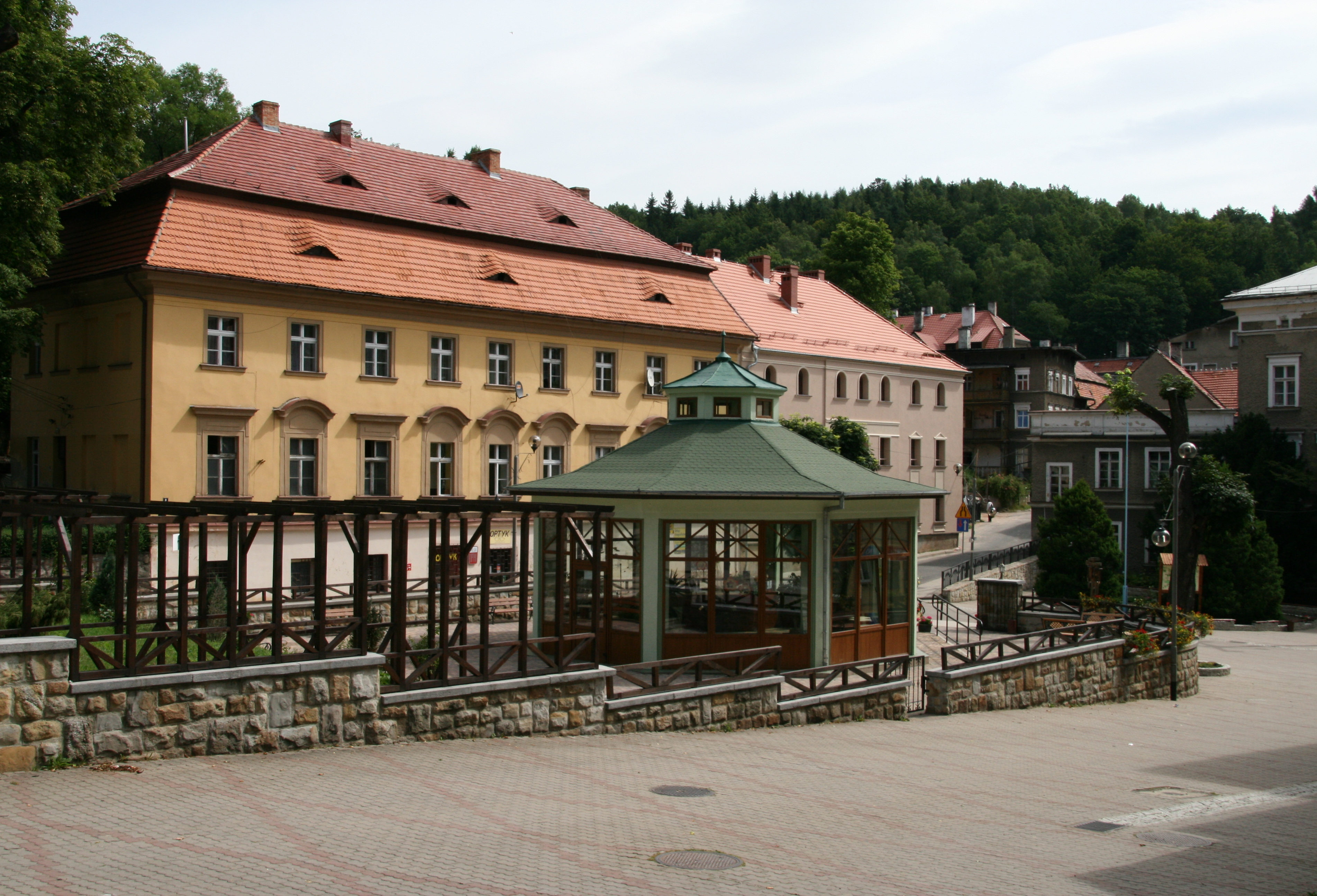
Spa
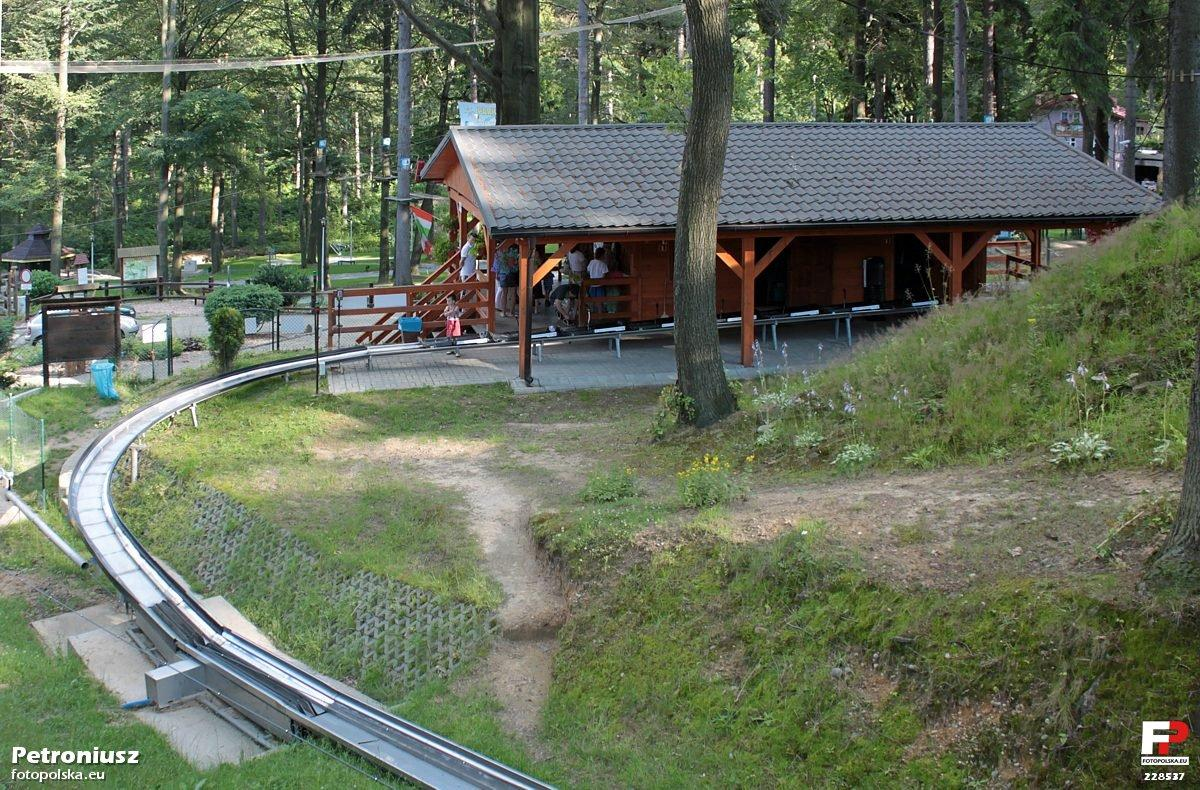
Letni tor saneczkowy w CSG
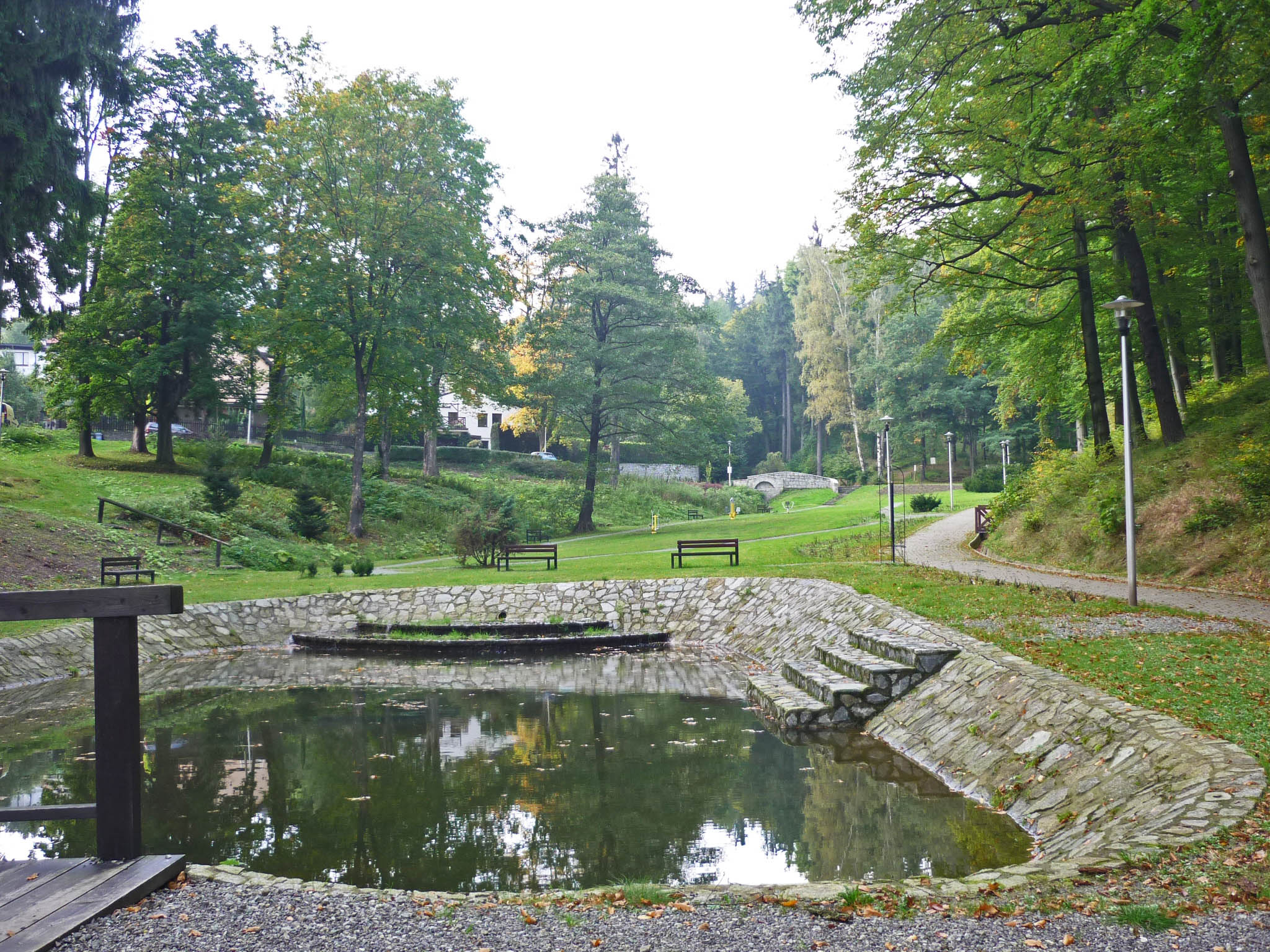
Park
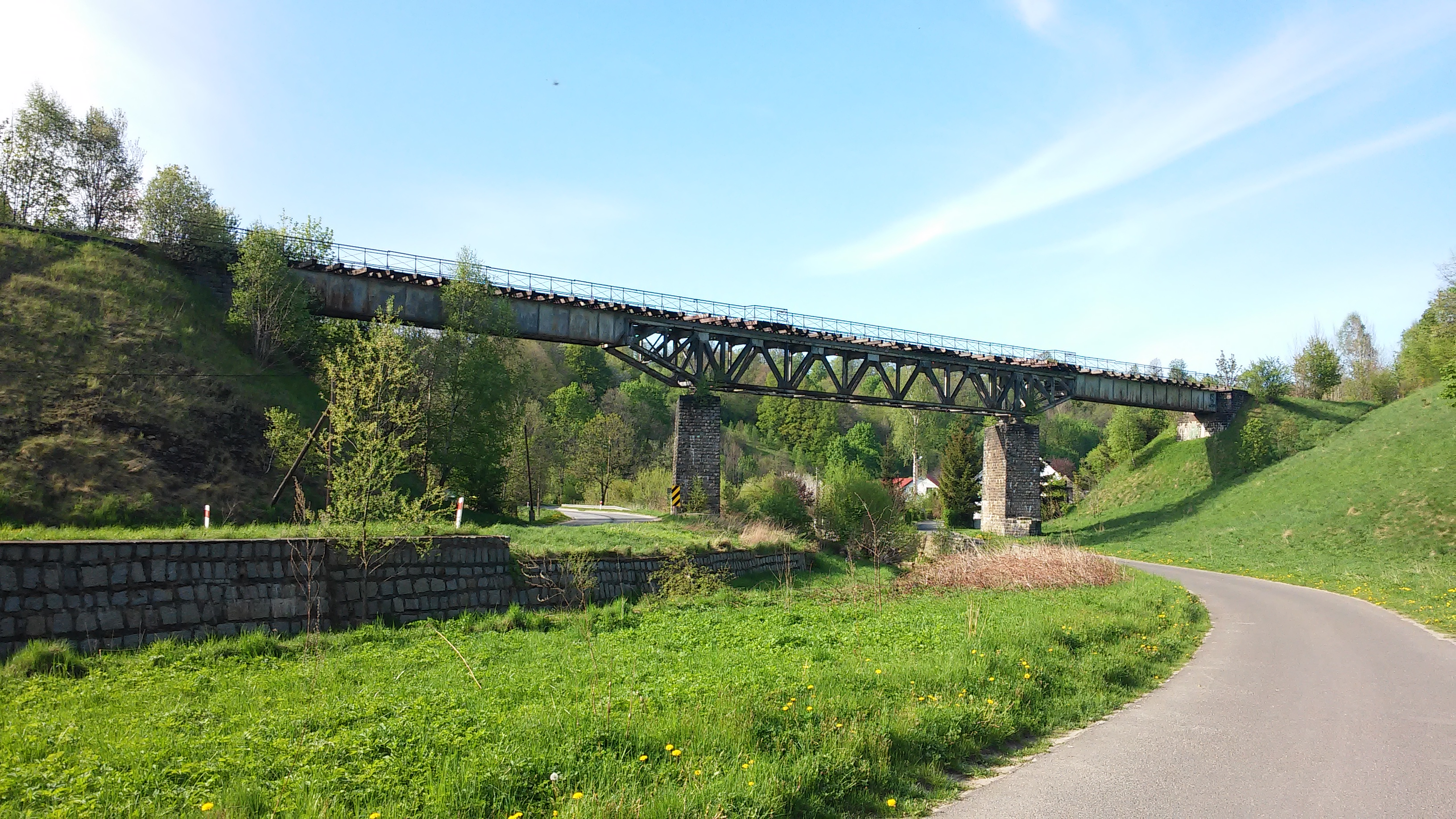
Wiadukt kolejowy w Jedlinie
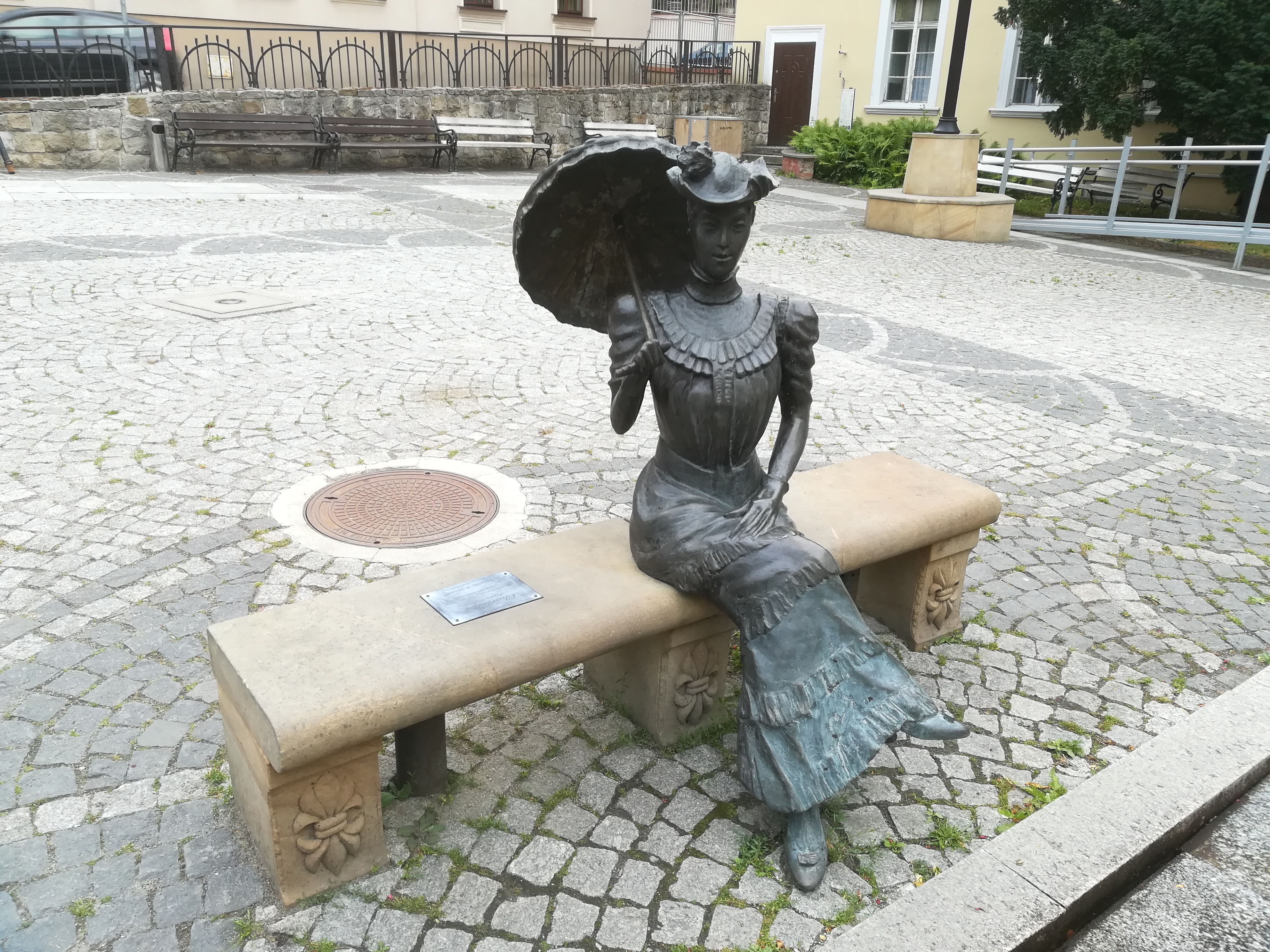
Ławeczka Charlotty von Seher-Thoss
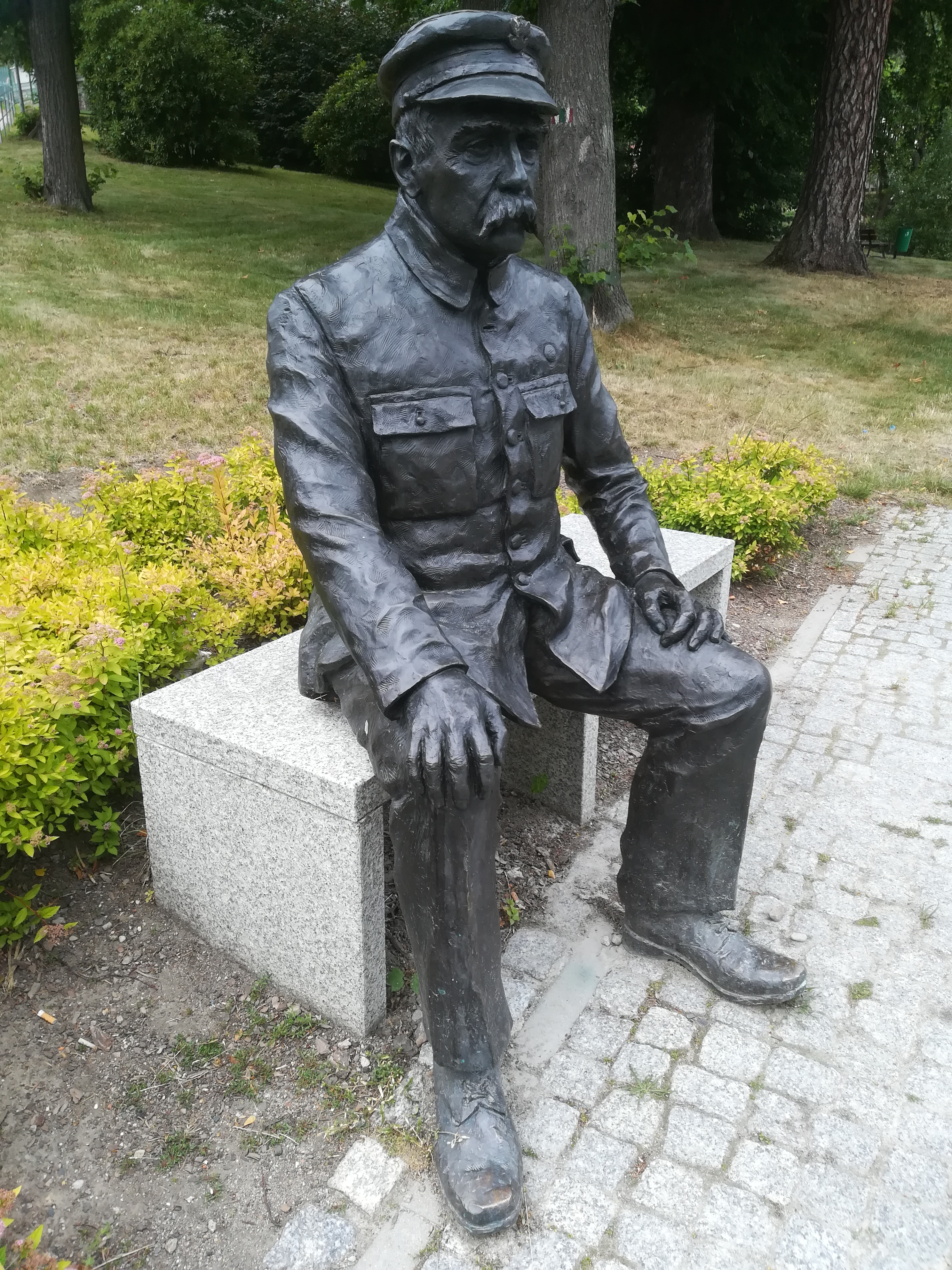
Ławeczka Józefa Piłsudskiego
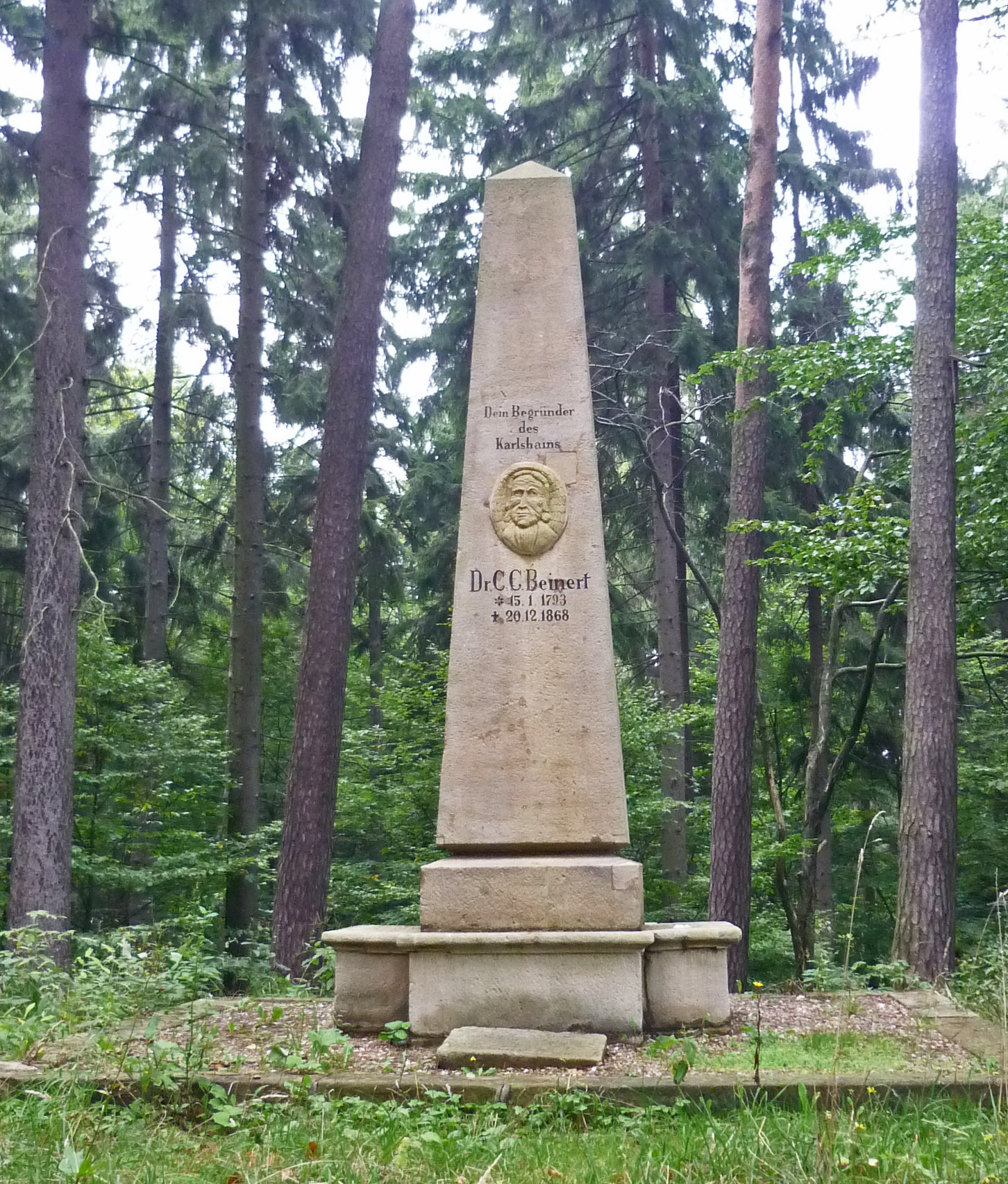
Pomnik aptekarza Carla Christiana Beinerta
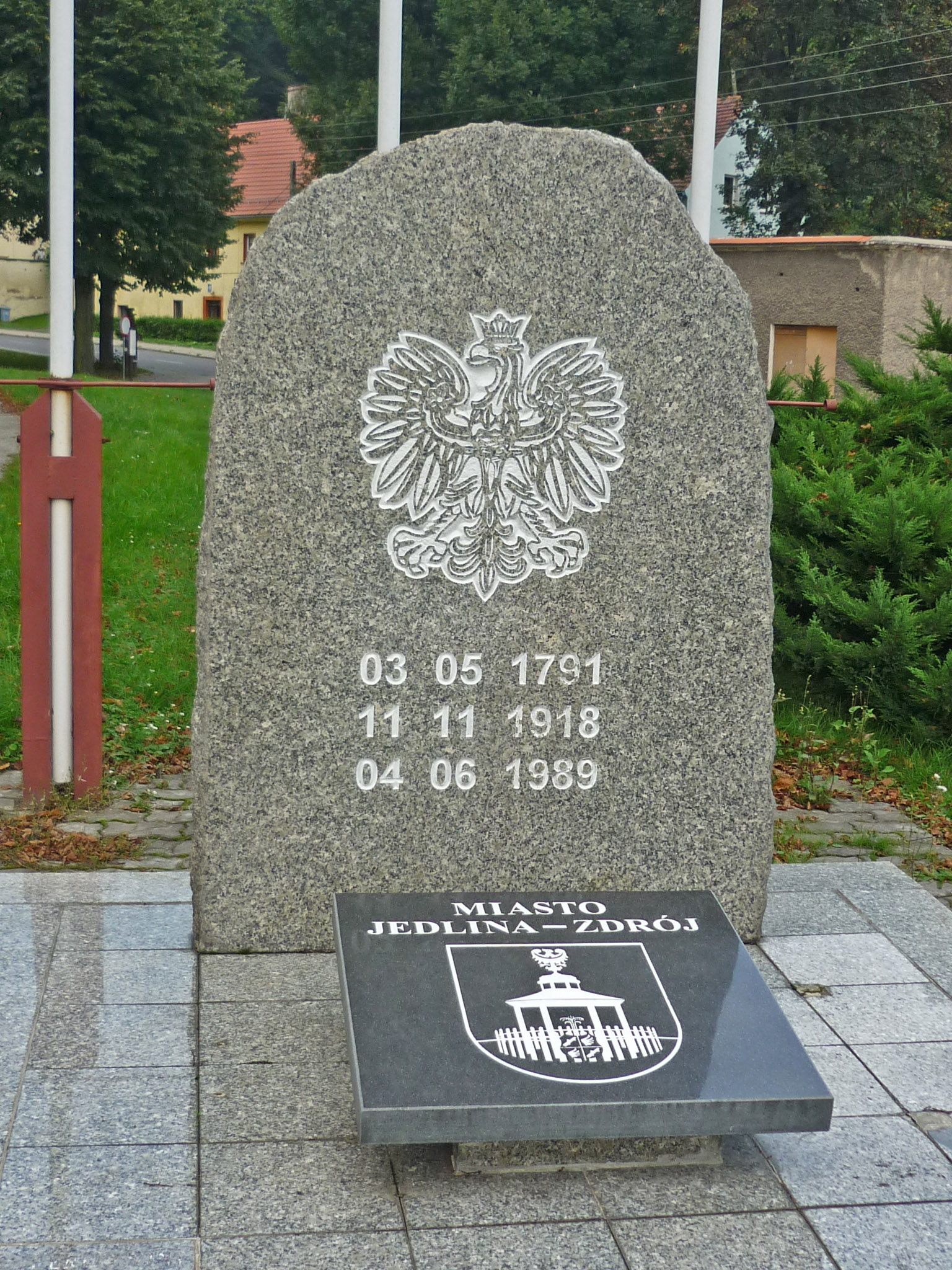
Pomnik: Konstytucji 1791, Niepodległości 1918, Wyborów 1989
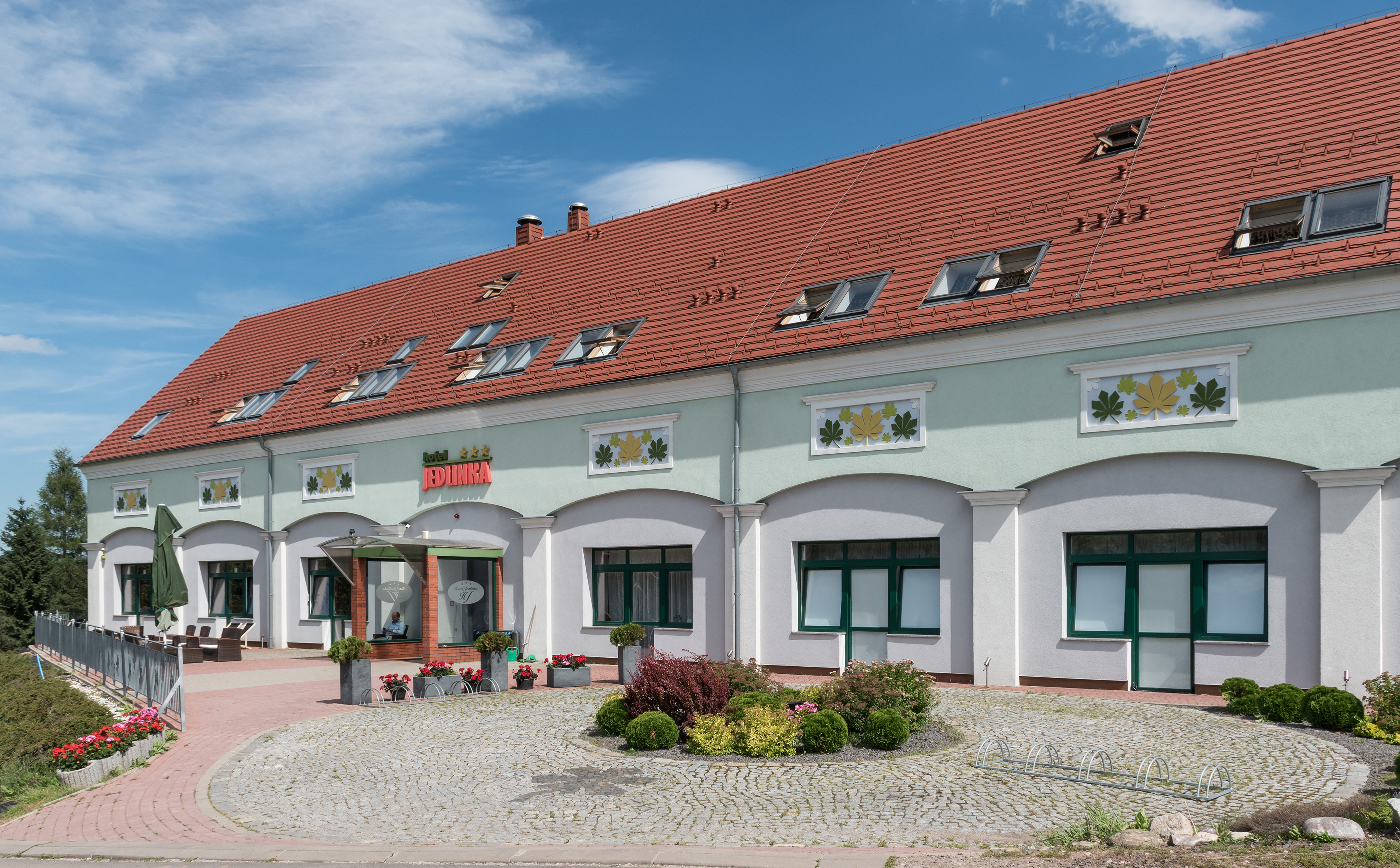
Browar Jedlinka